# Santos Zunzunegui
Santos Zunzunegui Diez (Bilbao, 1947) es un escritor e historiador del cine español. Es también catedrático de comunicación audiovisual de la Facultad de Ciencias Sociales y de la Comunicación en la Universidad del País Vasco (UPV), de la que ha sido decano. Asimismo, ha sido profesor invitado en la Paris-Sorbonne Nouvelle, la École Normale Supérieure, Ginebra y Buenos Aires, entre otras. 
Son especialmente reconocidos sus ensayos Pensar la imagen, Metamorfosis de la mirada, La mirada plural, Paisajes de la forma y sus dos monografías, Robert Bresson y Orson Welles.

## Biografía
Licenciado en Derecho y economista por la Universidad de Deusto, colabora a comienzos de la década de los 80 en la revista de cine Contracampo, colaboración que se extenderá hasta bien entrada la década. Es también durante esa década cuando empieza su labor docente en la Universidad del País Vasco. Paralelamente a su labor docente y ensayística, colabora, más recientemente, con el suplemento Cultural de ABC y el suplemento Culturas de La Vanguardia y con su columna «Lo viejo y lo nuevo» en Cahiers du cinéma-España / Caimán Cuadernos de Cine.
Es autor, además, de varios guiones cinematográficos, uno de ellos con Paulino Viota, de su película Contactos (1970). 

### Ensayo
- Euskadi. Un film de T. Ernandorena, C.A.V/Cert. Int. Cine, Bilbao, 1983.
- Mirar la imagen, Universidad del País Vasco, Bilbao, 1984. (2º Edición 1986)
- El cine en el País Vasco, Diputación Foral de Vizcaya, Bilbao, 1985.
- El cine en el País Vasco: la aventura de una cinematografía periférica, Filmoteca Regional, Murcia, 1985.
- Pensar la imagen, Cátedra, Madrid, 1989. Premio al mejor libro fotográfico (documental) de la revista Photo Profesional (7º Edición 2007)
- Metamorfosis de la mirada. El museo como espacio del sentido, Alfar, Sevilla, 1990.
- Cómo se comenta un texto fílmico, RAMÓN CARMONA (seudónimo de S. Zunzunegui, J. Talens, J.M. Company y G. Colaizzi), Cátedra, Madrid, 1991.
- Paisajes de la forma, Cátedra, Madrid, 1994.
- La mirada cercana, Paidós, Barcelona, 1996.
- El extraño viaje. El celuloide atrapado por la cola o la crítica norteamericana ante el cine español, Episteme, Valencia, 1999.
- Robert Bresson, Cátedra, Madrid,  2001. Premio al mejor libro de cine del año 2001 de la Asociación Española de Historiadores del Cine
- Historias de España. De qué hablamos cuando hablamos de cine español Ediciones de la Filmoteca), Valencia, 2002.
- Metamorfosis de la mirada. Museo y semiótica, Cátedra, Madrid, 2003.
- Orson Welles, Cátedra, Madrid, 2005. Premio al mejor libro de cine (monografías) del año 2005 de la Asociación Española de Historiadores del Cine
- Las cosas de la vida. Lecciones de semiótica estructural, Biblioteca Nueva, Madrid, 2005.
- Los felices sesenta. Aventuras y desventuras del cine español (1959-1971), Paidós, Barcelona, 2005.
- La mirada plural, Cátedra, Madrid, 2008. I Premio Internacional Francisco Ayala de Comunicación Audiovisual
- Metamorfosi dello sguardo. Museo e Semiotica, Nuova Cultura-Collana di Semiotica, Roma, 2011.
- Oteiza y el cine, (coord.), Fundación Museo Oteiza, Alzuza, 2011.
- Lo viejo y lo nuevo, Cátedra, Madrid, 2013.
- Bajo el signo de la melancolía, Cátedra, Madrid, 2017.

### Actividad periodística
- Punto y Hora (1980)
- Egin (1980)
- Tribuna Vasca (1983)
- Liberación (1984)
- La Gaceta del Norte (1984)
- El Correo Español-El Pueblo Vasco (1985)
- El Correo (1994)
- Blanco y Negro Cultural (ABC) (2002-2004)
- Culturas (La Vanguardia) (2005-2006)
- ABC de las Artes y las Letras (2005-2007)
- Lo viejo y lo nuevo (Cahiers du cinéma-España / Caimán Cuadernos de Cine) (2007-2012)

## Filmografía
- Contactos (1970, guion).
- Tres, Diez (1983, cortometraje).
- Camino de hierro y agua (1984, guion).
- Bilbao Transfert (1984, guion).
- Bilbao en la memoria (1984, guion).
- Bilbao como un mosaico (1984, guion).
- Bilbao mientras tanto (1984, guion).
- Bolivar, bizkaiko semea (1987, guion).
- A buen puerto (1988, guion).
- Tiempo de fundición (1989, guion).